# Percy Olivares
Pour les articles homonymes, voir Olivares et Polanco.
Percy Celso Olivares Polanco, plus couramment appelé Percy Olivares, né le 5 juin 1968 à Lima au Pérou, est un footballeur international péruvien. Il jouait en tant que défenseur.

## Biographie

### Carrière en club
Surnommé el Zancudo (« le moustique »), Percy Olivares est formé au Sporting Cristal, club où il remporte trois championnats du Pérou en 1988, 1991 et 2002.
Il a l'occasion de jouer en Europe, au FC Nuremberg d'abord en 1992, puis au CD Tenerife entre 1993 et 1995 – où il est entraîné par Jorge Valdano – et enfin en Grèce au PAOK Salonique, de 1997 à 1999, suivi du Panathinaïkos entre 1999 et 2001.
En Amérique du Sud, outre le Pérou, il joue en Colombie au Deportivo Cali en 1992, suivi du Rosario Central en Argentine en 1995 (vainqueur de la Copa CONMEBOL) et enfin au Fluminense au Brésil en 1996.
En Amérique du Nord, il s'engage à Cruz Azul au Mexique en 1997, puis au Dallas Burm, en MLS, en 2002. Il tire sa révérence en Suisse, au FC Thoune, entre 2006 et 2007.
Au cours de sa carrière, Olivares compte 12 matchs de Ligue des champions de l'UEFA (10 de phase finale et deux en tour préliminaire), 12 matchs de Coupe de l'UEFA (huit de phase finale et quatre de qualifications), 30 matchs de Copa Libertadores (deux buts inscrits) et trois matchs de Copa Sudamericana.

### Carrière en sélection
International péruvien, Percy Olivares joue son premier match en équipe nationale le 19 juin 1987 lors d'un match amical contre le Chili (défaite 3-1) et son dernier le 2 juin 2001 contre l'Équateur (défaite 2-1). Il marque son seul but en sélection le 16 octobre 1996 lors d'un match amical contre les États-Unis (victoire 4-1).
Il dispute six Copa América en 1987, 1989, 1991, 1993, 1995 et 1999. Son équipe atteint à deux reprises les quarts de finale de cette compétition en 1993 et 1999. Il joue également 31 matchs comptant pour les tours préliminaires de la coupe du monde, lors des éditions 1990, 1994, 1998 et 2002.
Au total il compte 83 sélections et un but en équipe du Pérou entre 1987 et 2001.

### Carrière d'entraîneur
Très brève, la carrière d'entraîneur de Percy Olivares se limite à une seule expérience lorsqu'il prend en avril 2014 les rênes du FBC Aurora, club d'Arequipa jouant en Copa Perú (D3 péruvienne).

### Vie privée
Une fois sa carrière terminée, Percy Olivares participe à des émissions de télévision au Pérou dont Bailando por un sueño (un concours de danse) en 2008. Il est actuellement consultant sportif pour la chaîne ESPN.

## Palmarès(joueur)
| Sporting Cristal - Championnat du Pérou (3) : - Champion : 1988, 1991 et 2002. |  | Rosario Central - Coupe CONMEBOL (1) : - Vainqueur : 1995. |